# Павел (Голышев)
Архиепи́скоп Па́вел (в миру Евге́ний Па́влович Го́лышев; 6 (19) сентября 1914, Екатеринослав — 21 января 1979, Брюссель) — епископ Русской православной церкви.

## Биография
Родился в семье горного инженера и землевладельца Павла Кирилловича Голышева. В конце 1918 года семья Голышевых эмигрировала за границу: сначала в Турцию, затем во Францию и окончательно поселилась в Бельгии.
В 1935 году окончил с отличием колледж в Брюсселе.

### Служение во Франции и Бельгии
1 ноября 1936 года пострижен в рясофор, 16 марта 1937 года — в мантию, с 19 марта 1937 года — иеродиакон. С 2 июня 1938 года — иеромонах, настоятель православной церкви Антверпена. В 1939 году окончил Свято-Сергиевский православный богословский институт в Париже со степенью кандидата богословия.
Выполнял поручения митрополита Евлогия (Георгиевского). Позднее вспоминал: «Бывало, пригласит меня к себе митрополит Евлогий, и скажет: вот там-то проштрафился священник, и приход опустел, поезжай, мой милый, туда, устрой там всё, как следует, и я, конечно, ехал … Можно сказать, я был на положении посла, и от этой обязанности никогда не устранялся».
С 1941 года — игумен, настоятель поочерёдно двух церквей во Франции и духовник церковно-социальной организации «Православное дело» в Париже, основанной Марией (Скобцовой).
Протоиерей Павел Патрин, ближайший помощник владыки в Новосибирской епархии, в книге «Времён связующая нить» утверждает, что во время Второй мировой войны в период службы в городе Тулоне игумен Павел принимал участие в движении Сопротивления, духовно окормлял советских военнопленных в концлагерях, за что подвергался аресту немецкими оккупационными властями. Он был доставлен в Париж, но вскоре освобождён.
В 1946 году скончались митрополит Евлогий, а затем и отец иеромонаха Павла. «Мы остались втроем, — рассказывал позже Павел, — три брата. Двое обзавелись семьями, им было не до меня, одинокого монаха. Мысль, что я должен вернуться на родину и послужить русскому православному народу, владела мною давно, и я поехал». После Второй мировой войны перешёл под омофор Русской православной церкви, получил советское гражданство.

### Священник в СССР
В ноябре 1947 года возвратился на Родину, был принят в число братии Троице-Сергиевой Лавры, определён проповедником и казначеем и одновременно назначен переводчиком по французскому языку при Отделе внешних церковных сношений Московской Патриархии.
С сентября 1950 года — преподаватель Одесской духовной семинарии и казначей Успенского мужского монастыря в Одессе.
С сентября 1952 года — приходской священник в городе Пскове.
С октября 1953 года — преподаватель Ленинградской духовной семинарии и академии и исполняющий обязанности секретаря Учебного комитета Московской Патриархии.
С ноября 1954 года — настоятель в разных церквях Ставропольской епархии, а затем настоятель церкви в городе Кисловодске.

### Архиерей

#### На Пермской кафедре
7 июля 1957 года в московской церкви Петра и Павла у Преображенской заставы хиротонисан во епископа Молотовского (Пермского) и Соликамского. В хиротонии участвовали митрополит Николай (Ярушевич), архиепископ Финляндский Павел (Олмари) и епископ Михаил (Воскресенский).
Епископ Павел прибыл на самолёте в Пермь с одним портфелем. На вопрос епархиального секретаря: «Владыка, где же ваши вещи?» святитель ответил: «Я монах, все мои вещи в этом портфеле». В тот же вечер он возглавил всенощное бдение в соборе.
С началом Хрущёвской антирелигиозной кампании в епархии была закрыта треть приходов. Не желая мириться с произволом, предложил создать при облисполкоме комиссию для решения судьбы намеченных к закрытию приходов, но ему не удалось добиться создания такой комиссии.
С первых дней пребывания на кафедре ему удалось развернуть активную деятельность по укреплению церковной жизни епархии. При нём были отремонтированы почти все храмы, в кафедральном соборе заменен иконостас, организована иконописная мастерская, открыто производство церковных свечей. Качество богослужений было поставлено на принципиально новый уровень. Владыка не только сам часто и много проповедовал, но требовал этого и от каждого священника. Особенное внимание он уделял церковным хорам, привлекая туда молодежь.
Несмотря на требования уполномоченного, запрещавшего пышные богослужения, в день памяти Стефана Великопермского проводилось торжественное богослужение при огромном стечении народа, заканчивающееся крестным ходом. Все это вызывало ненависть по отношению к пермскому архиерею со стороны представителей советской власти. Владыка часто объезжал свою епархию, посещая приходы. В некоторых верующие удивлялись и говорили, что «в их церкви и в старое, дореволюционное время, никогда не бывал епископ, а вот сейчас Бог послал святителя». Благодаря мудрым и решительным действиям владыки, в период его управления епархией властям не удалось снять с регистрации ни одного храма, что было для того времени исключительным явлением.
Осенью 1959 года здоровье владыки Павла ухудшилось: уральский климат вызвал обострение туберкулеза. В следующем 1960 году по причине длительного лечения епископ Павел присутствовал в епархии всего лишь два месяца. Этой ситуацией немедленно воспользовались обком КПСС, управление КГБ и уполномоченный Перми по делам религий П. Горбунов. В своем отчете в Москву председателю совета по делам РПЦ при Совете министров СССР Георгию Карпову он характеризовал владыку Павла как «фанатично настроенного иерарха», «неуживчивого», «опасного для государства». «За полтора года в епархии он все перевернул и сделал больше для укрепления Церкви, чем все его предшественники за пятнадцать лет… Полезно было бы таких управляющих чаще перемещать, не давать им возможности обрастать активом и сколачивать вокруг себя ядро», — писал он в отчете. Г. Карпов в категоричной форме лично перед Патриархом поставил вопрос о необходимости перевода епископа Павла на другую кафедру.
В результате епископ Павел был переведен в Астрахань.

#### Служение в Астрахани
С 15 сентября 1960 года — епископ Астраханский и Енотаевский. Много проповедовал, его частые богослужения привлекали множество верующих. С самого начала служения на новом месте пользовался неизменной любовью прихожан. Астраханцы любили его проповеди, которые были для них настоящей школой духовности. Они ценили святительские качества и монашеские добродетели владыки: мистический склад души, аскетизм, незлобие. В памяти паствы он запечатлелся таким: высокая худощавая фигура, дышащая какой-то неземной легкостью. Он был всегда бледен, что во многом объяснялось его болезненностью. По словам протоиерея Игоря Рябко, святителя постоянно мучили и приводили в бессилие ужасные головные боли, иной раз к нему по ночам по два-три раза вызывали скорую помощь, но утром владыка появлялся в храме на службе — измученный, но удивительно собранный, будто готовый к бою. Он всегда помогал неимущим, нищим, обитавшим у церковных ограды. По воспоминаниям современников, «по сути своей, вся его жизнь превратилась в постоянную духовную брань, и не только внутреннюю, но и внешнюю «с властями и миродержителями века сего». Причина этой брани скрывалась в самой натуре архиепископа Павла — прямой, открытой, преданной православию, не идущей ни на какие уступки и компромиссы». Во время одного из богослужений в Астрахани несколько человек напали на него и стали с бранью срывать с архиерея облачение. Сразу же после службы его увезли из храма на «скорой помощи».
25 февраля 1964 года возведён в сан архиепископа.

#### Новосибирский архиепископ
С 23 июня 1964 года — архиепископ Новосибирский и Барнаульский. Перевод из Астрахани популярного архиерея вызвал печаль среди верующих, которые обращались к Патриарху Алексию I с ходатайством об отмене этого решения, однако оно было оставлено в силе. На новом месте служения проявил себя как ревностный проповедник, старавшийся посещать все приходы в тот период обширной епархии, принципиальный защитник православия. Епархия, помимо Новосибирской области включала Алтайский край, Томскую, Кемеровскую области, Красноярский край, Хакасскую и Горно-Алтайскую автономные области, Тувинскую АССР.
Сразу после приезда в Новосибирск архиепископ потребовал убрать из своих покоев телевизор и радиоприемник, но выписывал и читал много газет: «Правда», «Известия», «Комсомольская правда», «Советская Сибирь», журналы: «Коммунист», «Наука и религия», «Огонек», «За рубежом» и другие.
Владыка и здесь стал вести активную миссионерскую работу, требуя того же от духовенства. Два раза в неделю, вечером в четверг и воскресение, после службы в кафедральном соборе была заведена традиция всенародного пения акафистов, после которых святитель произносил проповеди на полтора-два часа. По сути, это были лекции, в которых он объяснял смысл богослужебных действий и песнопений, толковал Священное Писание, рассказывал об истории Церкви. Поскольку советское законодательство запрещало христианские образовательные курсы, святитель Павел проводил их под видом проповеди. Интерес к этим беседам был огромен, потому что в 60-х годах XX века получить такую информацию было неоткуда. Все это привело не только к тому, что молодежь потянулась в церковь, но и к возрождению монашества в этом крае.
В ноябре 1964 года архиепископ Гермоген (Голубев) приезжал из Калуги к архиепископу Павлу в Новосибирск. В течение длительного времени они беседовали наедине. В отчёте уполномоченного Совета по делам религий по Новосибирской области Николаева говорится, что распоряжением Павла 14 ноября 1964 года Новосибирское епархиальное управление оплатило транспортные расходы архиепископа Гермогена. Начиная с 1964 года уполномоченный сообщал в Совет по делам религий, что архиепископ Павел сочувствует «враждебной экстремистской группе архиепископа Гермогена (Голубева)». В 1968 году уполномоченный А. С. Николаев пришёл к выводу, что архиепископ Павел является одним из руководителей этой группы, но всячески маскирует свою деятельность, следовательно, архиепископ Павел более опасен, чем архиепископ Гермоген, открыто выступающий с изложением своих враждебных взглядов.
В письме на имя Патриарха Алексия I поддержал авторов «Открытого письма» Патриарху (написано 21 ноября 1965 г.) священников Глеба Якунина и Николая Эшлимана, запрещённых в священнослужении за этот поступок. Подчёркивая, что не видит в их критическом письме нарушения церковных канонов, Владыка Павел призвал незамедлительно допустить их к совершению богослужений.
В 1965 году подписал «письмо десяти» — составленное архиепископом Ермогеном (Голубевым) обращение к Патриарху Алексию I с просьбой отменить навязанные советской властью решения Архиерейского собора 1961 года, умаляющие права духовенства. Оценивая деятельность действующего Патриарха говорил: «Патриарх делает всё, что ему скажет Куроедов. Не предпринимает никаких мер для защиты интересов церкви. Он слишком стар…Среди епископов есть один человек большого ума, но ему Святейший сказал: „Я бы вас поставил митрополитом Крутицким и Коломенским, но вы мне будете ставить палки в колёса“. Эти слова были сказаны архиепископу Ермогену».
5-е управление КГБ отмечало: «в ряде районов Томской и Новосибирской областей заменил малограмотных и неактивных священников хорошо подготовленными в богословском отношении молодыми людьми. Молодые священники стали больше уделять внимания вопросам приобщения в лоно церкви молодёжи. С этой целью к участию в хоре ими была привлечена группа (5 человек) старшекурсников музыкального училища, комсомольцев, активных общественников». Несмотря ни на что, архиепископ в своей епархии старался восстановить роль настоятеля прихода: «Архиепископ Павел стремится также укрепить положение священников в исполнительных органах религиозных общин. Опираясь на реакционные элементы из числа актива верующих, он совместно со своим окружением проводит линию на устранение председателей церковных советов, которые сдерживают стремление духовенства контролировать и направлять деятельность общин».
В феврале 1965 года Павел вызвал к себе из Астрахани юриста Аркадия Кузнецова. В беседе со служащими епархиального управления Кузнецов рассказал о себе, что в прошлом он работал на дипломатическом поприще и ушёл с дипломатической работы по настоянию Павла для того, чтобы посвятить себя защите «русской церкви от наскоков правительства». В феврале-марте 1966 года Кузнецов в Новосибирском епархиальном управлении организовал перепечатывание заявления священников Николая Эшлимана и Глеба Якунина в Президиум Верховного Совета СССР, статью христианского диссидента Анатолия Краснова-Левитина. Их печатала на машинке машинистка епархиального управления Машанова. Владыка Павел оказывал материальную помощь Якунину и Эшлиману, а также архиепископу Еромогену.
Под влиянием архиерея к 1971 г. более 20-ти служащих кафедрального собора было тайно пострижено в монашество (всего в соборе обслуживающего персонала в 1971 г. — 46 чел.). Особенное недовольство властей вызывала работа архиерея с молодежью. Многие молодые люди под его влиянием поступали в духовные заведения, становились священниками.
В связи с тем, что Владыка открыто выражал протест против произвола власти по отношению к Церкви, государственные органы постоянно искали в его действиях какие-либо нарушения. Протоиерей Павел Патрин, служивший ключарем новосибирского кафедрального собора при владыке Павле, вспоминает: «Поскольку я был очень часто с владыкой, мне неоднократно предлагали „сотрудничество“: докладывать, с кем владыка встречается, о чём говорит. И когда я, после многих притязаний с их стороны, отказался, были даже угрозы в мой адрес. Угрожали притеснением детей и т. п. Но Господь милостив, хранил меня».
В 1971 году во время работы Предсоборной комиссии обратился к председателю комиссии митрополиту Крутицкому и Коломенскому Пимену с «Предложением», в котором высказал пожелание пересмотреть на предстоящем Поместном соборе решения Архиерейского собора 1961 года, в частности раздел «О приходах», внеся в него изменения, расширяющие права духовенства в приходских делах.
4 марта 1971 г., во время подготовки первого после 1945 г. Поместного Собора, владыка Павел отправил ещё одно письмо митрополиту Пимену с предложением отказаться от практики избрания Патриарха открытым голосованием по формуле Поместного Собора 1945 г. и вернуться к практике Собора 1917—1918 гг. — выбору тайным голосованием трех кандидатов, а из их числа — Патриарха путем жребия. Архиепископ подчеркивал: «Как мне известно, многие Преосвященные придерживаются, как и я лично, мнения, что следует в вопросе об избрании Святейшего Патриарха Московского и всея Руси на Поместном Соборе 1971 года придерживаться постановления о сем Поместного Собора Русской Православной Церкви 1917—1918 гг.».
Состоял в доверительных отношениях и в переписке с борцом за права церкви архиепископом Ермогеном (Голубевым), что вызывало беспокойство властей. По свидетельству священника Глеба Якунина, Владыка Павел говорил, что готов идти за Владыкой Ермогеном «до конца». В апреле 1971 года уполномоченный Совета по делам религий Николаев докладывал в Москву: «архиепископ Павел перед тем, как послать свои предложения в связи с предстоящим собором (ввести тайное голосование и 3-х кандидатов на пост патриарха) в патриархию, направил эти предложения Ермогену. От Ермогена Павел получил ответ, в котором Ермоген поддерживает эти предложения и советует активно добиваться принятия их и избрания такого патриарха, который был бы сторонником Павла».
Как пишет архиепископ Брюссельский и Бельгийский Василий (Кривошеин) в своей книге «Поместный Собор Русской Православной Церкви 1971 года», накануне Поместного собора в Совете по делам религий при СМ СССР «особенно строго говорили с архиепископом Павлом. А так как архиепископ Павел твёрдо стоял на своём и заявлял о намерении выступить на Соборе, его предупредили: „Смотрите, Вы и на Собор не попадёте! Против Вас поступили обвинения в безнравственном поведении, одновременно и по церковной, и по гражданской линии… А для расследования нами послан в Вашу епархию Михаил Казанский. Если ревизия подтвердит обвинения, Вы будете уволены и на Соборе Вас не будет“.
19 апреля уполномоченный Совета по делам религий по Новосибирской области Николаев, находившийся с Владыкой в открытом конфликте, сообщил по телефону в Москву, что «архиепископ Павел совсем закусил удила, по имеющимся сведениям хочет протащить на Поместный собор членами от своей епархии людей нам неугодных, нарушителей законодательства, поддерживающих дела и помыслы Павла».
Непосредственно перед Поместным собором 1971 года уполномоченный делает вывод в своём очередном отчёте: «В период подготовки и проведения поместного собора архиепископ Павел может принести только вред. Поэтому нецелесообразно допускать Павла к участию в поместном соборе».
Не был допущен на Собор, а его предложения на нём не обсуждались.
Покушение
По официальной версии архиепископ Павел не смог присутствовать на Поместном соборе из-за того, что обварился кипятком. Однако сам он утверждал, что на него было совершено покушение, так как он ощутил симптомы отравления через два часа после приёма в кабинете уполномоченного по делам религий при Совмине СССР по Новосибирской области А. С. Николаева:
— Я должен был садиться в этот день в самолёт. Все было готово, билет взят, вещи уложены, когда мне позвонил оперуполномоченный КГБ и попросил незамедлительно зайти к нему по срочному делу. Я ответил ему, что очень тороплюсь, так как улетаю на Собор и боюсь, как бы мне не опоздать на самолёт.
Оперуполномоченный продолжал настаивать, что дело очень важное, неотложное и что это касается именно моей поездки на Собор… Пришлось поехать. Ввели меня к нему в кабинет, он сажает меня в кресло, начинает говорить о всяких пустяках и ничего существенного, ничего серьёзного. Так проходит полчаса, я удивлён, смущён, ничего не понимаю, потом опер со мной прощается, и я ухожу в полном недоумении. Только вернулся домой, опять телефонный звонок, на этот раз из горсовета. Просят приехать незамедлительно. Опять начинаю возражать, говорю, что окончательно опоздаю на самолёт. Но вынужден был подчиниться и поехать! Картина повторяется: сажают в кресло, начинают говорить о ерунде, не относящейся к делу, после получаса опять отпускают… Спрашиваю себя: а зачем два раза вызывали и ничего не сказали? По возвращении домой, не успел я уехать в аэропорт, у меня начались сильнейшие ожоги и боли в задних частях тела и на спине, как раз там, где я сидел и соприкасался с креслами. Пришлось вызвать врача, он вызвал ещё двух других, из лучших медицинских учреждений города. Они констатировали, что у меня сильнейшие ожоги по всему телу, вызванные химическими веществами, употребляемыми во время войны. Это вещество невидимо простому глазу и действует через одежду. Таким же образом в СССР были совершены попытки отравить А. И. Солженицына и профессора литературы Жоржа Нива . Я попросил составить протокол, врачи его составили и подписали. По моей просьбе дали мне официальную копию. Впоследствии, как мне стало известно, главный врач, выдавший мне эту копию, был уволен со службы. Боли у меня были такие сильные, что несколько дней я не мог двигаться. Конечно, о поездке на Собор не могло быть и речи…
После произошедшего новосибирский уполномоченный А. С. Николаев ежедневно справлялся: «Не умер ли архиепископ Павел?».
Верующие Новосибирской епархии писали в Патриархию: «…за два дня до патриарших выборов внезапно был отравлен архиепископ Павел химическим ядом (группы тринитротолуола?) и чудом выжил».
О факте покушения на свою жизнь Владыка упомянул в письме на имя председателя Совета министров СССР А. Н. Косыгина в декабре 1972 года.

#### Увольнение на покой
В отчёте уполномоченного А. Николаева за 1972 год говорится: «В начале прошлого года архиепископ Павел и его сторонники усилили свою экстремистскую подстрекательскую деятельность. Грубо нарушая законодательство, они распространяли провокационные слухи о якобы готовящемся закрытии новосибирского собора, призывали верующих требовать открытия новых церквей, распространяли всевозможные клеветнические документы, епархиальное управление превратили в центр преступной деятельности. Павел выступал с подстрекательскими проповедями в соборе и других церквах».
С целью смещения Владыки Павла с Новосибирской кафедры уполномоченный А. С. Николаев инициировал уголовное дело в отношении секретаря епархиального управления священника Николаем Чугайнова по обвинению в экономических преступлениях. Иерей Николай служил с архиереем в Перми и Астрахани. В газете «Вечерний Новосибирск» была опубликована полезная, по мнению уполномоченного Николаева, статья журналиста Шереметьева, «разоблачающая» отца Николая и его «покровителей». Материалы о «преступной» деятельности архиепископа Павла уполномоченным были переданы в следственные органы. С близкими к Павлу служителями культа <…> уполномоченным проведены индивидуальные беседы». Свою объяснительную записку по данному делу архиепископ Павел закончил следующим заявлением: «Очевидно ревизорам, составлявшим настоящий „акт“, не известно, что епископ является полноправным и единственным управляющим во вверенной ему епархии, что даже патриархия может лишь только предлагать, подавать советы, но не властвовать в пределах данной епархии». Владыка Павел предполагал избрать отца Николая на Поместный собор 1971 года, но на это не дал согласия уполномоченный совета, так как против отца Николая уже готовилось уголовное дело.
На суде архиепископ Павел присутствовал в качестве свидетеля, вместе с тем Народный суд Центрального района г. Новосибирска помимо приговора иерею Николаю 26 июня 1972 г. вынес следующее частное определение: «Голышев Евгений Павлович (архиепископ Павел), находясь в руководстве Новосибирского епархиального управления, создал обстановку в епархии, в результате которой с его согласия секретарь епархии Чугайнов подстрекал указанных лиц, чтобы они доставали различные строительные материалы и др. для епархии, а он будет оплачивать наличными деньгами. Епархией приобретались предметы, которые не могут быть в обороте отдельных граждан, как то: отопительные котлы, электроталь 2-х тонн…».
Суд приговорил иерея Николая к 5 годам лишения свободы за мнимые растраты при строительстве комплекса зданий Епархиального управления.
Как было установлено работниками Заельцовского райфинотдела г. Новосибирска, после ареста иерея Николая с августа по декабрь 1971 года архиепископ Павел распорядился выплачивать семье осуждённого его жалованье в полном объёме. На вопрос работников райфинотдела, на каком основании производится выплата жалованья привлечённому к уголовной ответственности, архиепископ заявил, «что Чугайнов пострадал невинно за церковные дела из-за жуликов». По мнению магистра богословия Виталия Гуляева, это уголовное дело подорвало силы архиепископа Павла.
Со 2 февраля 1972 года назначен архиепископом Вологодским и Великоустюжским.
Поначалу он отказался покидать Новосибирскую кафедру и с трудом уступил её новоназначенному епископу Гедеону (Докукину). Обратился с рапортом на имя Патриарха Пимена с просьбой отменить перевод. Этот рапорт попал в Париж и был опубликован Н. А. Струве в его журнале «Вестник русского христианского движения». Для того, чтобы разобраться, как документ попал за рубеж, в октябре 1972 года в Вологду были направлены архиепископ Волынский и Ровенский Дамиан (Марчук) и архиепископ Минский Антоний (Мельников). Последний уже расследовал по заданию Священного Синода в августе 1972 года деятельность владыки Павла в Новосибирске. Архиепископ Павел категорически отрицал свою причастность к передаче рапорта за границу.
Архиепископ Антоний после четырёхдневного расследования направил на имя патриарха Рапорт на 9 страницах: «…Управление архиепископа Павла Новосибирской епархией прошло неспокойно. Он постоянно искусственно создавал проблемы то с настоятелями собора, то с церковными советами, то с уполномоченными Совета. Архиепископ Павел был настойчив в своих намерениях и не считался с благоразумными советами со стороны уполномоченного Совета по Новосибирской области Николаева А. С., в результате чего отношения управляющего епархией и представителя Советской власти стали совершенно ненормальными…я считаю, что перемещение из Новосибирской епархии архиепископа Павла было обоснованным, закономерным и очень снисходительным актом Священного Синода».
По воспоминаниям протоиерея Георгия Иванова: «Вот приехал владыка Павел (Голышев) из Новосибирска. <…> Таких архипастырей надо не знаю как и ценить! Он весь жил в Боге, предан был Церкви. Некоторые его действия как эмигранта не входили в советские понятия. Рукоположить священника — дело архиерея. А при советских законах надо было это согласовать с уполномоченным Совета по делам религий при облисполкоме. Он не всегда это делал, считал: „Это моё право!“. А священнику после этого не давали регистрации, без чего служить было нельзя <…> Народ-то его возлюбил, а духовенство нет, он строговат был с духовенством. Приезжала какая-то представительная дама, врач, и букет роз под ноги владыке бросила, как он в храм зашел. Наши вологжане посмотрели: да, мы не ценим своего владыку, а из Новосибирска такие люди приезжают за ним. Но ему не дали здесь развернуться, кислород перекрыли».
В Вологде владыка Павел продолжал вызывать раздражение органов советской власти. Его попытки обновить состав епархиального управления встретили сопротивление и на него, как и в период новосибирского служения, посыпались доносы.
21 апреля 1972 года в Совет по делам религий было направлено письмо, подписанное председателем Вологодского исполкома областного совета депутатов Л. Власенко. В нём он писал: «Рассмотрев справку уполномоченного Совета по делам религий при Совете министров СССР по области товарища Матасова С. В. «о деятельности управляющего Вологодской епархией архиепископа Павла (Голышева Евгения Павловича) от 19 апреля 1972 года за № 89-С исполком считает, что единственной возможностью для прекращения противозаконной деятельности архиепископа Павла является освобождение его от управления Вологодской епархией. Поэтому исполком настоятельно просит Совет по делам религий при Совете министров СССР воздействовать на Московскую патриархию…».
В результате давления со стороны властей уже 11 октября 1972 года был заочно осужден Священным Синодом с формулировкой «за нарушение канонических норм, недостойное поведение и неспособность мирно управлять церковной жизнью», освобождён от управления Вологодской епархией и уволен на покой.
Проживал в городе Кисловодске. Неоднократно устно и письменно обращался к Патриарху Пимену с просьбой назначить его вновь на кафедру, но его прошения остались без ответа. 6 ноября 1972 года к Патриарху Пимену с письмом в защиту владыки Павла обратился архиепископ Брюссельский и Бельгийский Василий (Кривошеин), подчеркнув, что лично знает Владыку Павла как «ревностного архиерея и подвижника благочестия». По словам архиепископа Василия, «резкие, оскорбительные и неопределённые выражения (как, например, «недостойное поведение») в решениях Священного Синода могут нанести тяжкий вред Московской патриархии в церковно-общественных кругах, в частности, на Западе…они будут восприняты как бросающие тень не только и не столько на осуждённого без канонического суда архиерея Русской православной церкви», но и на тех, кто вынес подобное решение. Патриарх ответил, что члены Священного Синода «самым тщательнейшим и всесторонним образом изучали дело преосвященнейшего архиепископа Павла» и его осуждение вполне оправдано.
Просил о выезде за границу, причём его просьба была поддержана президентом Франции Жоржем Помпиду.
Друг и биограф владыки юрист Аркадий Кузнецов (1899—1980) писал: «Архиепископ Павел принадлежал к сонму тех иерархов, жизнь и деятельность которых заключалась в проповеди христианских идей, беззаветной преданности Христовой Церкви…Это был один из тех, кто принимал избранную идею так, что она заслоняет все другие. Владыка…был непримирим ко всякого рода вторжениям в жизнь церкви антицерковных сил…Владыка житейски не очень был практичен, но тут проявлял чудеса настойчивости, упорства и находчивости…мужество и стойкость в исполнении святительского долга».

### Новая эмиграция
В октябре 1975 года выехал во Францию к своему брату Кириллу, затем переехал в Бельгию. Служил на русских приходах в Нидерландах, Бельгии и Германии, находившимися под омофором Константинопольского Патриархата, читал лекции в ряде университетов. Скончался от лейкемии, похоронен во Франции, на кладбище Bois-Colombes, г. Аньер-сюр-Сен под Парижем.
Синодальное осуждение епископа 1972 года не отменено.

## Награды
- Орден святого равноапостольного князя Владимира II степени (11 мая 1963) — в ознаменование 50-летия служения Святейшего Патриарха Святой Православной Церкви в епископском сане и в память совместного церковного служения[48].